# Androgén-inszenzitivitási szindróma
Az androgén-inszenzitivitási szindróma, (Androgen Insensitivity Syndrome, rövidítve AIS), tehát a hím nemi hormonra való érzéketlenség tünetegyüttese az ivarszervek magzati fejlődésének a megakadását okozó genetikai állapot. A terhesség 8. hetéig minden magzat, legyen genetikailag akár hím, akár nőnemű, képes arra, hogy férfi vagy női ivarszerveket fejlesszen, és a genetikailag hímnemű (XY ivari kromoszómájú) magzatokban a hím nemi hormonok aktív beavatkozására van szükség a férfi test teljes kifejlődéséhez. Ennek hiányában női testfelépítés alakul ki női külső nemi szervekkel. AIS esetén a magzat fogantatása hím (XY) genetikai kromoszómákkal történik. Embrionális herék fejlődnek ki a magzat testében, amelyek hím nemi hormont (androgént) kezdenek termelni. A ritka AIS magzatokban azonban ezek a hím nemi hormonok nem tudják megvalósítani a hím nemi szervek kifejlődését, mert az AIS magzatok testi szövetei érzéketlenek a hím nemi hormonokra. Ezért a külső nemi szervek fejlődése női irányban folytatódik. A belső női nemi szervek kifejlődését azonban ekkora már megakadályozta egy hormon, (a Müller-féle gátló faktor) amelyet a magzati hím ivarmirigy (here) termel.

## Kialakulása
A szöveti androgén érzéketlenségért az X-kromoszómán található egyik gén a felelős, vagyis az AIS egy X-kromoszómához kötődő recesszív állapot, amely az anyai vonalon öröklődik (vagy spontán mutáció révén alakul ki, becslések szerint az esetek egyharmadában). Ha egy anya hordozza a hibás gént, akkor 50% esélye van annak, hogy bármelyik XY utódja AIS állapotú legyen, és 50% esélye annak, hogy bármelyik XX utódja hordozza a hibás gént, úgy, mint ő maga. Az XX genotípusú egyénekről meg lehet állapítani, hogy hordozzák-e az AIS-ért felelős hibás gént. Az AIS biológiai interszexuális állapotnak tekinthető, mivel a genetikai nem és a nemi szervek részben vagy teljesen eltérnek egymástól, így ez nem tekinthető transzneműségnek.

## Változatai
Két változata van: a teljes androgén érzéketlenség, (Complete AIS vagy CAIS) amikor a testi szövetek teljesen érzéketlenek a hím nemi hormonokra, és a részleges androgén érzéketlenség, (Partial AIS vagy PAIS) amikor a szövetek kisebb-nagyobb mértékben érzéketlenek vagy érzékenyek a hím nemi hormonokra, a külső nemi szervek megjelenési formáinak széles skáláját eredményezve. Az AIS spektrum teljes érzéketlenségi szélén (CAIS) a testfelépítés és a külső nemi szervek teljes mértékben női jellegűek, és a gyermek felnevelése minden esetben lányként történik. (AIS 7. fokozat: női külső nemi szervek nemi szőrzet nélkül: teljes androgén érzéketlenség; AIS 6. fokozat: női külső nemi szervek nemi szőrzettel (fokozott androgén érzéketlenség). Részleges androgén érzéketlenség (PAIS) esetén a külső nemi szervek megjelenése bármilyen lehet egy folytonos skálán a teljes mértékben női megjelenéstől a kevert női-férfi formákon át a teljes mértékben férfi megjelenésig, (AIS 1. fokozat) és érintett testvérek esetében is eltérő lehet. Enyhe mértékű androgén érzéketlenség hozzájárulhat terméketlenség kialakulásához néhány, egyébként egészséges férfi esetében. A részlegesen androgén érzéketlen (PAIS) újszülöttek egy részét fiúként nevelik fel. A teljes és a részleges változatokat különböző genetikai vagy sejtszintű hibák, sérülések okozhatják.

## Szinonimák
Androgen Insensitivity Syndrome, androgén érzéketlenségi tünetegyüttes, androgén rezisztencia, Goldberg-Maxwell szindróma (CAIS), Morris szindróma (CAIS), Lub szindróma (PAIS), Reifenstein szindróma (PAIS), Gilbert-Dreyfus szindróma (PAIS), Rosewater szindróma (PAIS). Egyes régebbi megnevezések (tesztikuláris feminizáció szindróma, hím ál-hermafroditizmus) ma már nem használatosak.
Egyéb XY állapotok néhány AIS-hez hasonló jellemzővel:
5-alfa-reduktáz elégtelenség, 17-keto-szteroid-reduktáz elégtelenség, XY gonád diszgenezis (Swyer szindróma), Leydig sejt hipoplázia, Denys-Drash szindróma, Smith-Lemli-Opitz szindróma.
XX állapotok néhány AIS-hez hasonló jellemzővel:
Mayer-Rokitansky-Küster-Hauser (MRKH) szindróma, Müller diszgenezis

## Gyakoriság
A jelenleg ismert legpontosabb adat a teljes androgén érzéketlenség (CAIS) előfordulási gyakoriságára egy dániai országos betegnyilvántartási rendszerből származik 1992-ből, amely szerint 20 400 XY születésre jut 1 teljes androgén érzéketlenség (csak az egészségügyi rendszerbe bekerülő esetek alapján; a valódi gyakoriság ennél valószínűleg magasabb). A részleges androgén érzéketlenség (PAIS) előfordulási gyakorisága ennek körülbelül tizede lehet.

## Hatások (CAIS)
Még a teljes androgén-érzéketlenség esetén sem alakul ki petefészek, petevezeték vagy méh (habár az esetek 30%-ában a méh és/vagy a petevezeték részleges kifejlődéséről számolnak be), a hüvely vakon végződik, és többnyire rövid, vagy teljesen hiányzik. A le nem szállt hím ivarmirigyek gyerekkorban lágyéksérvet okozhatnak, gyakran ilyenkor derül fény a látszólag egészséges kislány AIS állapotára (kb. az esetek 50%-ában). Egyébként a teljes androgén érzéketlenség rejtve marad a serdülőkorig, amikor a menstruáció kialakulásának hiánya vezethet el a diagnózishoz.
A teljesen androgén-érzéketlen XY egyéneknél a serdülőkorban női nemi jelleg alakul ki, mivel a hím ivarmirigy is termel kis mennyiségben női nemi hormont (ösztrogént) és az ivarmirigy által termelt hím nemi hormonok egy része is női nemi hormonokká alakul a szervezetben. De nem indul be a menstruáció, és nincs lehetőség magzat fogantatására vagy kihordására. Néhány AIS lánynak erős, sötét szemérem- és hónaljszőrzete alakul ki, (AIS 6. fokozat) de a teljesen androgén-érzéketlen (CAIS) lányoknál nem, (AIS 7. fokozat) mert a nemi szőrzet kialakulásához androgén hormon hatásra van szükség. A mellbimbók gyakran fejletlenek és sápadt színárnyalatúak maradnak. Gyakran a hüvely hosszabbítása szükséges a sikeres nemi közösülés érdekében.
Régebbi szakirodalmi hivatkozások néha említik, hogy az AIS lányok gyakran magasak, „érzékien nőiesek”, teljesen megfelelően fejlett mellekkel és szép bőrrel, melyen nem láthatóak a hím nemi hormonok hatására kialakuló faggyúmirigy-gyulladásos pattanások. Sok AIS állapotú nő volt fotómodell.

## Az ivarmirigy eltávolítása (gonadektómia)
A hím ivarmirigyeik eltávolítását szokták javasolni az AIS állapotú nőknek 20. életévük után, mert van egy kicsi kockázata annak, hogy ezekben az ivarmirigyekben rosszindulatú rákos elváltozások alakuljanak ki. Ezt a beavatkozást általában elhalasztják legalább a tizenéves kor végéig, hogy lehetőség legyen egy spontán női serdülésre, amelynek fiziológiai és pszichológiai előnyei vannak a külsőleg adagolt hormonkészítmények által kiváltott nőiesedéshez képest. Itt fontos emlékeztetni arra, hogy a teljesen androgén-érzéketlen lányokat nem lehet hormonadagolással férfiasítani, (maszkulinizálni) mert testi szöveteik nem érzékenyek a hím nemi hormonokra.
Habár az ivarmirigy rosszindulatú rákos elváltozásának gyermekkori kockázata túl kicsi ahhoz, hogy hivatkozási alapot nyújtson rá, mégis néha már csecsemőkorban vagy gyermekkorban elvégzik a gonadektómiát, többnyire azzal a szándékkal, hogy elkerüljék azt a pszichológiai válságot, amely akkor várna a szülőkre, ha később, tizenéves korban kellene elmagyarázniuk gyermeküknek, hogy milyen operáció vár rájuk. Ez nyilvánvalóan sérti az érintett AIS személy arra vonatkozó jogát, hogy állapotáról tájékozódva egyezzen bele az operációba, és a későbbiekben a számára legmegfelelőbb kezelést választhassa. Az esetleges rosszindulatú elváltozások jó eséllyel gyógyíthatóak még akkor is, ha nem korai állapotban diagnosztizálják. Az el nem távolított ivarmirigyek kockázatára nincsenek pontos adatok, mint ahogyan az ivarmirigyek eltávolítása után egy teljes életen át adagolt hormonpótlás kockázataira sem.

## Hormonpótló terápia, csontritkulás
Ha a serdülőkor végén eltávolítják az ivarmirigyeket, azonnal meg kell kezdeni a női nemi hormonok hosszú távú pótlását (hormone replacement therapy, HRT) annak érdekében, hogy a menopauzára jellemző klimaxos panaszok ne lépjenek fel, és ne kezdődjön el a csontok gyengülése (csontritkulás, osteoporosis). Ha a gonadektómia már csecsemő- vagy gyermekkorban megtörtént, akkor a pubertás elindulását is hormonpótló terápiával kell biztosítani 10–11 éves kortól kezdődően. Az alacsony csontsűrűség gyakoribbnak tűnik az AIS nők mint az XX nők körében, aminek az okai nem világosak. A hormonpótlás hiánya egyértelműen kockázatnövelő tényező, de néhány AIS nőnek a rendszeres hormonpótló kezelések ellenére is lecsökken a csontsűrűsége. Valószínűleg annak is szerepe lehet, hogy a hím ivarmirigyekkel születő XY lányoknak alacsonyabb az ösztrogén szintje a petefészekkel születő XX lányokénál végig a növekedés időszakában, amikor az egészséges csontoknak ki kell alakulniuk. Az XX lányok 8 éves koruk körül kezdenek el ösztrogént termelni (1 vagy 2 évvel azelőtt, hogy elindul a mellek kifejlődése), ezért ettől a kortól kezdve kismértékű kiegészítő ösztrogén adagolása javasolható az XY AIS lányoknak, akár eltávolították ivarmirigyeiket, akár nem. Azonban maga az androgén-érzéketlenség is hozzájárulhat az alacsony csontsűrűség kialakulásához a teljesen androgén-érzéketlen XY nőknél, függetlenül az ösztrogén adagolásától. 
Az AIS nőknek tudatában kell lenniük magasabb csontritkulási kockázatuknak, különösen, ha az ivarmirigyek eltávolítása után nem végeztek folyamatosan hormonpótlást. Sok felnőtt AIS nő választja természetes veleszületett ivarmirigyeinek megtartását a gonadektómia helyett, mert ennek kockázatait nem tartja nagyobbnak, mint a hormonpótlás kockázatait. Sok AIS nő számol be arról, hogy jobban érezte magát ivarmirigyeinek eltávolítása előtt, mint utána.

## A hüvely fejletlensége (hypoplasia)
Általában a hüvely felső egyharmada hiányzik az AIS állapotú nőknél, néhány esetben a hüvely nem hosszabb egy-két centiméternél, esetleg csak egy kis mélyedés. Fontos lenne, hogy a serdülőkorú AIS lányok esetében a kezelőorvos figyelmét ne kerülje el a hüvely fejletlensége, mert sok fiatal erre saját magától fog rájönni önvizsgálat vagy szexuális tapasztalatok útján, és ezért bizonytalanságban, félelemben és elszigeteltségben élhet titkával éveken át.
A hüvely fejletlenségének kezelésére (mind a teljes, mind a részleges AIS állapotú lányok esetében) leginkább egy nem sebészeti módszer, a nyomással történő tágítás (pressure dilation) javasolható. Ezt az egyszerű hüvelytágító és -hosszabbító kezelést maga az AIS lány végezheti saját otthonában. A kezelést akkor érdemes elkezdeni, amikor a serdülőkor befejeződött, és megfelelő a szellemi és érzelmi motiváció. Az eljárás minimális kockázattal és költséggel jár, és a normálishoz egészen hasonló hüvely kifejlődését eredményezi. Néhány esetben a tágítás gyorsítására egy félig sebészeti eljárás, a Vecchietti-nódszer is javasolható.
Többféle plasztikai sebészeti eljárás létezik a hüvely tágítására, hosszabbítására, amelyek bőrátültetésen vagy egy bélszakasz átültetésén alapulnak. Ezeknek nagyon sok hátránya és kockázata van, és csak akkor jöhetnek szóba, ha a kisebb beavatkozással járó kezelések valamiért nem alkalmazhatóak. A gyermekkori hüvelyplasztika műtéti végrehajtása általában gyenge eredményekkel jár, ezért kerülendő.

## A diagnózis elfogadása
Néhány orvos és szülő egyfajta paternalisztikus szemléletből és abból a téves meggyőzőséből fakadóan, hogy az érintett AIS személyt ezzel belső lelki konfliktustól kímélik meg, úgy döntenek, hogy a genetikai, ivari állapotra vonatkozó információkat visszatartják. Ma már a hivatásos orvosi és egészségügyi szakma legtöbb képviselője elítéli ezt a gyakorlatot, és az igazság teljes feltárását javasolják az érintett személynek nyújtott pszichológiai támogatással és tanácsadással együtt. Ennek hiányában az AIS állapotú személyek saját maguk próbálnak diagnosztikai információkat szerezni, és az ezzel járó lelki terhelést egyedül és csendben kell elviselniük. Sokan képtelenek lesznek saját erőből megfelelő szinten megérteni az állapotukat, mert nem tudnak kiigazodni az általuk elért információk között, ezért zavaros féligazságokra vagy téves következtetésekre jutnak. A legtöbb AIS nő sokkal többet szenved a stigma és a titkolózás miatt, mint magától az AIS állapottól vagy akár a meddőség elfogadásától.
A más érintettekkel történő találkozás egy alapvető és talán a leghasznosabb terápiás eljárás. Az orvosok korábban valószínűleg túlbecsülték azt, hogy milyen mértékben okoz hosszútávú szorongást az AIS nőknek saját genetikai és ivari állapotuk ismerete. Teljesen androgén-érzéketlen felnőtt nők személyes beszámolóiból tudjuk, hogy számukra, mivel teljesen normális női nemi identitásuk van, hosszabb távon XY kromoszómáik vagy hím ivarmirigyeik semmilyen jelentőséggel nem bírtak volna, ha nem lett volna az a titkolózás és elszigeteltség, melyből aztán kialakult a torzszülött érzés és a stigma, amit rájuk nyomott, hogy biológiai állapotuk láthatólag elfogadhatatlan volt az őket körülvevő felnőttek számára. A teljes androgén-érzéketlenség esetén az érintett egyén egyértelműen lánynak néz ki, és valószínűtlen, hogy az AIS állapot biológiai következményeként a pszichoszexuális identitás zavara alakuljon ki. Teljes AIS nők esetében a heteroszexuális, a leszbikus és a biszexuális irányultság arányai nem különböznek a nők esetében megfigyelt általános arányoktól.

## AIS önsegítő csoport
Ma már egész hálózata működik az AIS önsegítő csoportoknak. Az AIS önsegítő csoportok célja, hogy információkat és támogatást nyújtson AIS és ahhoz hasonló egészségi állapotokban érintett felnőtteknek vagy gyermekek szüleinek. Az első ilyen önsegítő csoportot Nagy-Britanniában hozta létre egy AIS állapotú gyermek édesanyja 1988-ban. A brit csoport internetes honlapja, egyéb kiadványai és tagjainak rendszeres találkozói számos más országban is példaként szolgáltak AIS önsegítő csoportok felállításához. Az angliai csoportból kiindulva jöttek létre AIS önsegítő csoportok az USA-ban, Dél-Amerikában, Kanadában, Ausztráliában, Németországban, Svájcban, Dél-Afrikában, Spanyolországban, Portugáliában, Franciaországban, Hollandiában, Olaszországban, Görögországban, Cipruson, Norvégiában, Svédországban, Finnországban, Izlandon, Indiában, Új-Zélandon, Izraelben, Dániában, Lengyelországban, Burmában.
Az önsegítő csoportok elérhetőek az alábbi honlapon keresztül:
http://www.aissg.org Archiválva 2010. március 28-i dátummal a Wayback Machine-ben